# Iranische Weltraumagentur
Die Iranische Weltraumagentur (persisch سازمان فضایی ایران Sāzmān Fazāi-ye Irān, englisch: Iranian Space Agency, ISA) ist die nationale Weltraumorganisation des Iran.
Der Präsident der Agentur ist Beamter des Ministeriums für Kommunikation und Informationstechnologie. Sie wurde zum Zwecke der Forschung auf dem Gebiet Weltraum und Raumfahrttechnologie gegründet. Dies schließt Erdbeobachtung und Kommunikationssatelliten ein. Die Agentur erfüllt die Anforderungen des Iranischen Weltraumrates (englisch: Iran Space Council, kurz ISC), der zur friedlichen Erforschung des Weltalls und der Entwicklung der Raumfahrttechnologie sowie für die wissenschaftliche Erforschung der oberen Erdatmosphäre gegründet wurde. Der Vorsitzende des Iranischen Weltraumrates ist der iranische Präsident, aktuell Ebrahim Raisi.

## Satelliten und Raketen

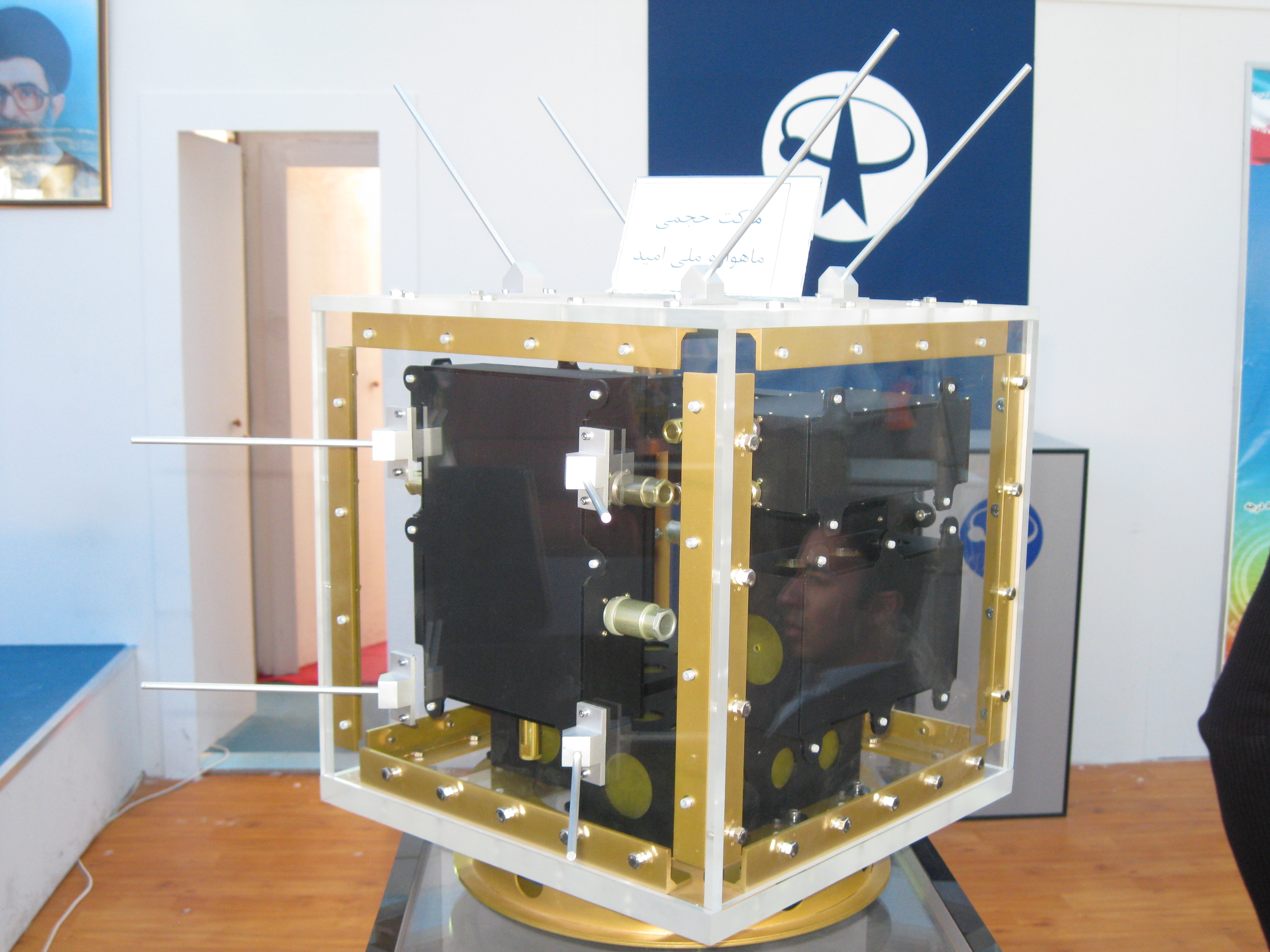
Nachbau des Omid-Satelliten (2009)

Sinah-1, der erste iranische Satellit, wurde von Russland gebaut und am 28. Oktober 2005 mit einer Kosmos-3-Rakete gestartet. Im Jahr 2009 verwendete der Iran für den Start des Satelliten Omid erstmals eine eigene Rakete, die Safir, und erreichte dadurch den Status einer Raumfahrtnation.

### Raketenstarts
- Am 4. Februar 2008 startete der Iran erfolgreich die suborbitale Rakete Kavoshgar-1 (Entdecker-1) von seinem neuen Weltraumbahnhof. Der Start gilt als ein wesentlicher Schritt um einen ersten Satelliten in eine niedrige Umlaufbahn zu befördern.[2][3]

- Am 2. Februar 2009 wurde der erfolgreiche Start einer Safir-2-Rakete gemeldet, die den ersten selbstgebauten Satelliten Omid ins All brachte.[4]

- Am 3. Februar 2010 gab der Iran den Start der Rakete Kawoschgar-3 bekannt. An Bord war eine Experimentalkapsel mit einer Maus, einer Schildkröte und mehreren Würmern.[5]

- Am 15. März 2011 wurde eine Raumkapsel mit einer Rakete vom Typ Kawoschgar-4 vom Startgelände in der Provinz Semnan gestartet. Auf dem ballistischen Flug erreichte die Rakete eine Höhe von 120 km.[6]

- Am 15. Juni 2011 brachte eine Safir den 15 kg schweren Erdbeobachtungssatellit Rasad 1 in eine Umlaufbahn von 260 km Höhe.[7]

- Am 12. Oktober 2011 gab der stellvertretende Wissenschaftsminister Mohammad Mehdinejad-Nouri bekannt, dass ein Flug der Rakete Kawoschgar-5 mit einem Affen an Bord misslungen sei. Die Kapsel hatte bei einem suborbitalen Flug von 20 Minuten Dauer eine Höhe von 120 km erreichen sollen. Der Zeitpunkt des Starts wurde nicht genau angegeben, nur der Monat Schahriwar, der vom 23. August bis zum 22. September dauert.[8]

- Der dritte Start eines Satelliten erfolgte am 3. Februar 2012. Eine Safir-Rakete brachte den 50 kg schweren Satelliten Navid-e Elm-o Sanat in die Erdumlaufbahn.[9]

- Am 28. Januar 2013 meldeten Iranische Nachrichtenagenturen den erfolgreichen Start einer Kawoschgar-Rakete, die mit der Raumkapsel "Pischgam" (Pionier) ausgestattet sein sollte. Bei diesem Start soll ein Affe in eine Höhe von 120 Kilometern gebracht worden und die Kapsel mit dem lebenden Tier an Bord zurückgekehrt sein. Ein genauer Zeitpunkt des Fluges wurde auch hier nicht genannt.[10] Mehrere Wissenschaftler (darunter beispielsweise Yariv Bash, Gründer und Chef der Non-Profit-Organisation Space Israel) bezweifeln die Echtheit der Meldung, dass der Affe lebendig zurückgekehrt sei. Insbesondere nachdem die Iranische Nachrichtenagentur einräumen musste, dass die veröffentlichten Fotos des Affen eigentlich zwei verschiedene Tiere zeigten.[11][12]

- Am 2. Februar 2015 startet eine Safir-Rakete startet den Satelliten Fadschr.[13]

- Am 19. April 2016 erfolgte ein erster Testflug mit der leistungsfähigeren neuen Rakete Simorgh.[14]

Weitere Starts sind in der Liste der Safir-Starts und der Liste der Simogh-Starts aufgeführt.

## Weltraumzentren
Der Hauptstartplatz der Iranischen Weltraumagentur ist der Semnan Space Center in der Provinz Semnan.

## Zukunftsprojekte
Der Direktor der Iranische Weltraumagentur erklärte im Jahr 2005, dass die Regierung zur Erreichung ihrer Ziele auf dem Weltraumsektor in den nächsten fünf Jahren eine Summe von 500 Millionen Dollar investieren werde.
Eine bemannte Weltraummission war für 2024 geplant und hätte nach einem Kabinettsbeschluss bereits 2018 oder 2019 erfolgen sollen. Im Dezember 2013 teilte Mohammad Ebrahimi, der Direktor des iranischen Raumforschungszentrums, mit, dass ein suborbitaler bemannter Raumflug sogar in drei bis vier Jahren möglich sei. Allerdings musste das Projekt 2017 aufgrund unerwartet höherer Entwicklungskosten frühzeitig gestrichen werden.
Drei neue Bildsatelliten Zafar, Tolou und Autsat sollen von der neuen Simorgh-Rakete in die Umlaufbahn gebracht werden. Im Gegensatz zu Navid soll Zafar Farbbilder in höherer Auflösung liefern.
Der Bau weiterer Startplätze sei in Planung. Mit der Sarir ist auch eine noch größere Trägerrakete in Entwicklung.